# 劇場版BLEACH MEMORIES OF NOBODY
『劇場版BLEACH MEMORIES OF NOBODY』（げきじょうばんブリーチ メモリーズ・オブ・ノーバディ）は、2006年12月16日に公開された日本の長編アニメーション映画。久保帯人による漫画作品『BLEACH』を原作とするテレビアニメシリーズの劇場版アニメーション第1作。阿部記之が監督を務め、studioぴえろが制作した。
2008年6月11日から12日までアメリカ合衆国にて限定劇場公開された。
黒崎一護とオリジナルキャラクター・茜雫の交流を軸に物語が展開される。

## あらすじ
空座町で欠魂（ブランク）と呼ばれる霊生物が大量発生する異変が起き、死神代行・黒崎一護と朽木ルキアが対応にあたる。そこへ所属を明かさない死神の少女・茜雫が現れ、一護はその奔放な振る舞いに翻弄される。同じころ、尸魂界（ソウル・ソサエティ）では空座町の風景が上空に浮かぶ異変が発生。これらの現象は、現世と尸魂界の狭間に広がる断界で、新たに出現した空間・叫谷が急速に拡張し、ふたつの世界と密着したことに起因していた。
浦原喜助は、一連の現象の背後に輪廻を外れた魂魄から抜け落ちた記憶の集合体・思念珠を巡る動きがあると推測する。一護は浦原の代わりに思念珠を探すこととなり、茜雫も一護の手伝いをすると約束した。そんな中、厳龍率いる闇の一族・ダークワンが茜雫を狙って現世に現れる。黒崎家に匿われた茜雫は、自身の家族について語ろうとするが、混濁した記憶に戸惑いを見せる。
翌日、思念珠を探していた一護と茜雫は、事故で亡くなった少年の魂魄と出会い、離ればなれになった父親の魂魄との再会を手助けする。少年と父親は、茜雫のまわりに集まっているたくさんの魂魄によって再会を果たせたといい、その魂魄は茜雫が呼んでくれたと礼を述べるが、茜雫は親子の言葉の意味を理解できず動揺する。その直後、中央四十六室の命を受けた死神たちが現れ、茜雫の拘束を試みる。尸魂界は、茜雫こそが現世に戻った思念珠であり、厳龍がその力を使って世界破壊をもくろんでいると結論づけていた。一護は尸魂界の決定に異を唱えるが、そこに再びダークワンが現れ、茜雫は叫谷へと連れ去られる。
かつて尸魂界を追われた一族の末裔である厳龍は、思念珠の力によって現世と尸魂界を衝突させ、宿願である世界の崩壊を叶えようとしていた。茜雫は欠魂の依り代として叫谷の中心に備え付けられ、叫谷との融合を始める。十二番隊隊長・涅マユリは、隊首会の席で欠魂と思念珠の性質を説き、世界の崩壊が1時間後に迫っていると明かす。ルキアは叫谷に向かった一護への援軍を求めて隊首会に訴えた。しかし山本総隊長はこれを退け、叫谷との接地面を空間ごと鬼道砲で消滅させると決断する。
一護のもとには、護廷十三隊の死神たちが命令にそむき集結し、各所で戦闘を繰り広げ、厳龍の部下を殲滅する。厳龍を破った一護は、茜雫を奪還。鬼道砲が発射され叫谷の崩壊が始まる中、一護たちは現世への帰還に成功するが、ふたつの世界の融合はすでに始まっていた。茜雫は一護と世界を守るため、断界面で欠魂のエネルギーを爆発させ、融合を回避させる。
力を使い果たした茜雫は、一護に背負われて墓地を訪れ、生前の記憶を確かめる。墓碑にその名はなかったが、一護からこの町で生きていたと告げられると安堵ののち消滅した。ルキアは、欠魂のエネルギーが尽きると、茜雫に関するすべての記憶は人々から失われると一護に伝える。
やがて日常に戻った一護のもとに、風に乗って赤いリボンが舞い降りる。一護の前を茜雫によく似た少女が駆け抜けていく。一護は手にしたリボンを見つめ、再び歩き出す。

## 登場人物
黒崎一護（くろさき いちご）
声 - 森田成一
本作の主人公。死神代行を務める高校生。任務のさなかに茜雫と出会う。
朽木ルキア（くちき ルキア）
声 - 折笠富美子
護廷十三隊十三番隊所属の死神。黒崎家に居候している。

### オリジナルキャラクター
茜雫（センナ）
声 - 斎藤千和
本作のヒロイン。一護とルキアの前に現れた死神の少女。所属をはぐらかし、素性を明かそうとしない。普段は気の強い性格だが、記憶が曖昧であり、時折不安そうな表情を見せる。世間知らずで高いところが好き。ショッピングモールで一護に買ってもらった赤いリボンを愛用している。
正体は輪廻を外れた魂魄から抜け落ちた記憶の集合体・思念珠。帯刀する斬魄刀は、百年前、持ち主の死神とともに断界で拘流に飲み込まれたもの。欠魂のエネルギーが尽きると茜雫の存在は人々の記憶から消失する。
斬魄刀は「弥勒丸（みろくまる）」。「夕闇に誘え」の解号とともに、錫杖状の形態に変化する。先端から発生させた竜巻を自在に操る能力を持つ。
ネーミング
当初のシナリオ設定における名前は「夕（ゆう）」だった。久保は、斬魄刀の解号との兼ね合いから「夕日の様な赤いイメージを残した漢字」を考え、「茜雫」と名付けたという。またネーミングの経緯について、「茜雫は、頂いたシナリオの設定に“死んだ人々の記憶の集合体”と書いてあったんです。その中で彼女の中を駆け巡る人々の記憶が人の血に例えられていたことからイメージを膨らませて“茜”色の“雫”という字を使いました。」と語っている。
厳龍（ガンリュウ）
声 - 江原正士
闇の一族・ダークワンを率いる首領。身にまとう装束や振る舞いには気品のようなものがある。かつて尸魂界を追われた重権貴族・龍堂寺家の末裔。尸魂界への復讐を果たすための道具として茜雫の利用を画策する。
ジャイ
声 - 松本大
ダークワンのメンバー。厳龍のことを「我らの王」と形容している。両手に円形の武具を持ち、ブーメランのように操る。欠魂を取り込むことで欠損した肉体を再生させる能力を持つ。
バク
声 - 梁田清之
ダークワンのメンバー。巨大な棍棒状の武具を操る巨漢。表情は顔を覆う布によって隠されている。
ベニン
声 - 本田貴子
ダークワンで唯一の女性メンバー。残虐で冷酷無比な性格。衣服の内側にはさまざまな武器を隠し持っている。
ムエ
ダークワンのメンバー。美丈夫。携える幅広の巨刀は剣先が飛び道具となり、遠距離からも攻撃を仕掛けられる。
リャン
声 - 森川智之
ダークワンのメンバー。厳龍について「尸魂界を統治する正統な主権者」と主張している。背負った葛籠はミサイルポッドとなっており、追尾式のミサイルで標的を攻撃する。葛籠の下部から取り込んだ欠魂を動力としている。
安田大サーカス
声 - 団長、HIRO、クロちゃん
作中で持ちネタを披露している芸人。同名のお笑いトリオが本人役として出演した。
かわいい店員
声 - 森下千里
一護がリボンを購入した店の店員。

## 設定
ダークワン
尸魂界を追われ、断界に生きる闇の一族。かつては尸魂界で特務貴族と呼ばれていた。厳龍と5人の部下から構成され、各々が欠魂を操る力を手に入れている。尸魂界に対して怨恨を抱いており、復讐のため世界崩壊を企む。
叫谷（きょうごく）
輪廻の輪を外れ断界を彷徨い続けた魂魄が、長い年月のうちに集まり断界内に発生させた空間。尸魂界から叫谷へと繋がる穿界門は存在せず、思念珠が現世に現れる際にできた入り口からのみ空間内部へ侵入できる。
ネーミング
久保によれば、「“断界の隙間にできる”という設定自体は最初からシナリオの中にあったので、それをイメージして考えました」と語っている。
欠魂（ブランク）
厳龍たちが操る霊体。輪廻の輪から外れ記憶が抜け落ちた魂魄であり、自らの記憶を求めてさまよう性質を持つ。叫谷の中央に思念珠を備え付けると、欠魂は思念珠に近づこうとして叫谷の空間そのものを収縮させる。この力は、断界によって隔てられた現世と尸魂界を衝突させるほどの引力を発生させる。魂葬はできない。
ネーミング・デザイン
久保によれば、「読み方は“空白”とか“虚ろな”という意味で英語の“blank ”から取りました。虚と同じようなコンセプトにしたかったんです」と語っている。デザインについては、虚のイメージを残しながらも、あまり似かよらないように意識したという。
思念珠（しねんじゅ）
魂魄から抜け落ちた記憶の集合体。その思念は現世に戻るといわれている。叫谷の中央に備え付けられた思念珠は、欠魂に取りつかれることで叫谷との融合を始める。

## スタッフ
- 原作 - 久保帯人[7]
- 監督 - 阿部記之[7]
- 脚本 - 十川誠志[7]
- 絵コンテ - 阿部記之、橘秀樹[7]
- チーフ演出 - 橘秀樹[7]
- 演出 - 別所誠人[7]
- キャラクターデザイン・総作画監督 - 工藤昌史[7]
- 作画監督 - 高木弘樹、河野悦隆、吉岡毅、小木曽伸吾、橋本英樹、石野聡、大西雅也[7]
- エフェクト作画監修 - 橋本敬史[7]
- 美術監督 - 高木佐和子[7]
- 色彩設計 - 上谷秀夫、安斉寛美、阿部紀子[7]
- 撮影監督 - 福島敏行[7]
- 編集 - 植松淳一、奥野英俊[7]
- 音楽 - 鷺巣詩郎[7]
- プロデューサー - 深沢幹彦、萩野賢[1]
- アニメーション制作 - studioぴえろ[1]
- 製作 - 劇場版BLEACH製作委員会（テレビ東京、集英社、ぴえろ、電通、アニプレックス、東宝、バンダイ、セガ、ソニー・コンピュータエンタテインメント）[1]

## 制作

### テーマ
監督の阿部記之は、サブタイトル（「誰のものでもない記憶」）に込められた意味と作品のテーマについて以下のように語っている。
また、阿部は本作の制作に際し、永井豪の短編作品『真夜中の戦士』に描かれた「『自分は本当は何者なのか』『そもそも自分は人間なのか』という疑問や不安というテーマ」を参考にしたと語っている。

### ネーミング・デザイン
原作者の久保帯人は、茜雫・巌龍・欠魂などのオリジナルキャラクターのデザインやネーミング、設定類のネーミングを担当した。久保は、ぴえろからシナリオを渡された際、オリジナルキャラクターのデザイン依頼を受けたが、シナリオのチェックを進めるうちにアイデアが湧き、設定類のネーミングも手掛けたという。ネーミングに関しては「『BLEACH』らしい名前を意識して変えさせてもらったものが多い」と語っており、叫谷をその一例として挙げている。
久保は当時、作業時間が1週間しか作れず、できる限りの要望を書き出すことに苦労したと語っている。また、シナリオ面でも久保の提案によってキーアイテムの変更などがなされた。

### 演出・作画
登場人物が使用する武器や戦い方などの演出方法は、劇場の画面の大きさや迫力のある音響効果に合わせてスケールの大きなものにすることが意識された。また、阿部は「登場人物たちがお互いに関わり合うことで何かに気付き、その気持ちに変化が起こっていく様子や、弱いものを利用して野望を達成しようとする敵に対する怒りなどの感情表現」にも注力したと語っている。
本作の制作はテレビシリーズと並行して進められたこともあり、人手不足を補うために制作スタッフの増強が行われた。プロデューサーの萩野賢は、美形が多く似せるのが難しいキャラクターの特徴を、初参加のスタッフは短い時間の中でつかまなければならず、大変だったと思うと振り返っている。

### 美術
作中に登場する町は東京都八王子市をモデルとし、制作にあたってロケハンが行われた。南大沢駅の駅前や周辺のショッピングモールが再現されている。

### 音楽
音楽は鷺巣詩郎が担当した。テレビシリーズと同様に、レコーディングは鷺巣が音楽制作の拠点とするロンドン・パリ・東京のスタジオで行われたが、本作では特にロンドンの比重が高かったという。ロンドンでのレコーディングには、ヴァイオリニストのギャヴィン・ライト率いるロンドン・セッション・オーケストラ (Gavyn WRIGHT and London Session Orshestra) が参加した。鷺巣はオリジナル・サウンドトラックのセルフライナーノーツにおいて、ソプラノ・シンガーのキャサリン・ボット (CatherineBOTT) の参加を特筆すべき事項のひとつに挙げ、「この素晴らしいソプラノ・シンガーのパフォーマンスは今回の劇場版に、ギャヴィンのオーケストラとともに『このうえない輝き』を与えてくれた」と賛辞の言葉を残している。

### キャスティング
本作にはゲスト声優としてお笑いトリオの安田大サーカスとタレントの森下千里が出演した。萩野によると、安田大サーカスの起用は小さな子どもにも客層を広げる目的があった。

## 封切り

### 日本国内
2006年12月16日より有楽町スバル座ほかにて公開。興行通信社の調べによると、公開2日間の興行収入は約1億4,200万円を記録し、国内映画ランキング（全国週末興行成績）における初登場5位を記録。キネマ旬報社の調べによると、最終の興行収入は6億6,000万円となった。

### 日本国外
アメリカ合衆国で『BLEACH』の作品展開を行うビズメディアは、ナショナル・シネメディアグループのNCM FATHOMの配給により、2008年6月11日・12日に全米の300館を超える劇場にて本作の上映会を開催。上映会では阿部記之、萩野賢、工藤昌史のインタビューも紹介された。アニメ！アニメ！は同上映会について、「作品の高い人気と好調なビジネス展開のなかで行われる新作映画のプロモーションの一環とみられる」とし、「通常の劇場公開というよりも、全国規模のファン向けイベントの色彩が強い。また映画は今後発売するDVDのプロモーションと考えていいだろう。」と分析した。また、同年7月には、同国のサンディエゴ市内にて本作の特別上映会が開催された。上映会のオープニングには、サンディエゴ・コミコンにゲスト参加するため同市内を訪れていた久保帯人が登壇した。

## 評価

### 売上
DVDの完全生産限定版は発売初週に20,000枚、通常版は19,000枚の売上を記録し、オリコンDVD総合部門ランキングにて1位と2位を独占した。

### 受賞
アニメ・エキスポを運営する日本アニメーション振興会 (The Society for the Promotion of Japanese Animation) が発表した「2009 SPJA Industry Awards」では、本作がBest Feature Filmにノミネートされた。また、本作に登場する朽木ルキアがBest Female Characterに、英語吹き替え版でルキア役を演じたミシェル・ラフがBest Voice Actress (English) にそれぞれ選出された。

## 主題歌
「千の夜をこえて」
Aqua Timezによる本作の主題歌。作詞・作曲は太志、編曲はAqua Timez。
メジャー2枚目のシングル。壮大なストリングスを背景に「想いを伝えることの尊さ」が歌われている。ライターのふじもとはリアルサウンドのコラムにおいて、物語終盤でオリジナルキャラクター・茜雫が消滅する展開に触れ、「どんな人とも別れがあり、いつかは忘れ去られてしまう――だからこそ人は自分の思いを伝えるのだと、Aqua Timezが「千の夜をこえて」を通して教えてくれたのだ」と述べている。

## DVD / Blu-ray
2007年9月5日、完全生産限定版と通常版の2形態でアニプレックスからDVDが発売。完全生産限定版には、本編ディスクに加え、キャストによる映像付き本編コメンタリーを収録した特典ディスク1、完成披露試写舞台挨拶映像や劇場用トレーラーなどを収録した特典ディスク2が同梱された。また、工藤昌志による描き下ろしジャケット（デジパック仕様）、ブックレット、19枚のピンナップセットも付属された。
2022年12月14日にはアニプレックスからBlu-ray Discが発売された。
| 発売日         | 規格品番          | 規格品番  | 規格品番  | 出典   |
| 発売日         | DVD完全生産限定版 | DVD通常版 | BD通常版  | 出典   |
| -------------- | ----------------- | --------- | --------- | ------ |
| 2007年9月5日   | ANZB-2181         | ANSB-2181 |           | [ 34 ] |
| 2022年12月14日 |                   |           | ANSX-2181 | [ 35 ] |

## サウンドトラック
本作のオリジナル・サウンドトラック。2006年12月13日、アニプレックスより発売。作曲はテレビシリーズに引き続き鷺巣詩郎が手掛けている。初回特典として工藤昌史による「描き下ろしオリジナル・ステッカー」が封入された。

### 収録曲
| 出典：全作曲・編曲: 鷺巣詩郎。 |                                                             |       |            |      |
| #                              | タイトル                                                    | 作詞  | 作曲・編曲 | 時間 |
| 1.                             | 「State of Emergency」                                      |       | 鷺巣詩郎   | 0:50 |
| 2.                             | 「Rush to the Scene」                                       |       | 鷺巣詩郎   | 0:35 |
| 3.                             | 「Number One (Versione Filmologia)」                        |       | 鷺巣詩郎   | 5:04 |
| 4.                             | 「Always Be With Me In Mind」                               |       | 鷺巣詩郎   | 4:16 |
| 5.                             | 「Eerie Blank」                                             |       | 鷺巣詩郎   | 3:28 |
| 6.                             | 「Into the Storm」                                          |       | 鷺巣詩郎   | 0:53 |
| 7.                             | 「Senna」                                                   |       | 鷺巣詩郎   | 1:28 |
| 8.                             | 「Shadows Close in」                                        |       | 鷺巣詩郎   | 1:59 |
| 9.                             | 「Perishing One」                                           |       | 鷺巣詩郎   | 3:06 |
| 10.                            | 「Blast!」                                                  |       | 鷺巣詩郎   | 0:33 |
| 11.                            | 「Will Save You」                                           |       | 鷺巣詩郎   | 2:46 |
| 12.                            | 「Turn The Tables」                                         |       | 鷺巣詩郎   | 2:40 |
| 13.                            | 「Dark One」                                                |       | 鷺巣詩郎   | 0:28 |
| 14.                            | 「Nothing Anymore」                                         |       | 鷺巣詩郎   | 2:14 |
| 15.                            | 「Ceremony Commences」                                      |       | 鷺巣詩郎   | 2:53 |
| 16.                            | 「Number One (Malicious Gravy MC)」                         |       | 鷺巣詩郎   | 6:01 |
| 17.                            | 「Come to Lend a Hand」                                     |       | 鷺巣詩郎   | 1:18 |
| 18.                            | 「Frenzied Battle」                                         |       | 鷺巣詩郎   | 1:20 |
| 19.                            | 「Fight to the Death」                                      |       | 鷺巣詩郎   | 3:21 |
| 20.                            | 「Tables Have Turned」                                      |       | 鷺巣詩郎   | 1:50 |
| 21.                            | 「Showdown」                                                |       | 鷺巣詩郎   | 3:00 |
| 22.                            | 「Climax and Annihilation of the World」                    |       | 鷺巣詩郎   | 2:47 |
| 23.                            | 「Into The Fire」                                           |       | 鷺巣詩郎   | 4:37 |
| 24.                            | 「Always Be With Me In Mind (Instrumental) (Bonus Tracks)」 |       | 鷺巣詩郎   | 4:17 |
| 25.                            | 「Into The Fire (Guitar Version) (Bonus Tracks)」           |       | 鷺巣詩郎   | 3:53 |
| 合計時間:                      | 合計時間:                                                   | 65:37 |            |      |

## 関連書籍
ムービーガイド
- 『劇場版BLEACH MEMORIES OF NOBODY MOVIE GUIDE』週刊少年ジャンプ2007年1月20日増刊、集英社、2007年1月20日発行（2006年12月8日発売）

ノベライズ
- 久保帯人（原作） / 松原真琴（小説）『劇場版BLEACH MEMORIES OF NOBODY』集英社〈ジャンプ ジェイ ブックス〉2006年12月23日第1刷発行（2006年12月18日発売）、ISBN 4-08-703174-8

アニメコミックス
- 久保帯人（原作） / ジャンプ・コミック出版編集部（編）『劇場版 BLEACH MEMORIES OF NOBODY アニメコミックス』集英社〈ジャンプ・コミックス〉、2007年12月9日第1刷発行、ISBN 978-4-08-874202-1
- 久保帯人（原作）『劇場版BLEACH アニメコミックス MEMORIES OF NOBODY』集英社〈集英社ジャンプリミックス〉、2010年11月8日発売

## イベント
2006年11月4日、本作の公開に伴い、ラジオ番組『BLEACH “B” STATION』初となる公開録音イベントが池袋サンシャインシティ噴水広場にて開催された。
2006年12月3日にニッショーホールにて完成披露試写会が行われ、阿部記之（監督）、久保帯人（原作）、森田成一（黒崎一護 役）、折笠富美子（朽木ルキア 役）、安田大サーカス（ゲスト声優）、森下千里（ゲスト声優）が上映前の舞台挨拶に登壇した。また、スペシャルゲストとして登場したAqua Timezによるシークレットライブが行われ、本作の主題歌「千の夜をこえて」が演奏された。
2006年12月9日・10日、北海道・ノルベサ内イベントスペースにて「劇場版「BLEACH」公開記念 BLEACHフェスタinノルベサ」を開催。9日には森田成一と斎藤千和（茜雫 役）によるトークショーが実施された。
2006年12月9日から2007年1月9日まで、池袋・サンシャイン60にて「MEMORIES OF EVERYBORDY'S FESTA IN 池袋サンシャイン60展望台」を開催。会場では映画のパネル展やアニメイト池袋本店と連動したグッズ販売が実施された。アニメイト池袋本店では、2006年12月9日から12月24日まで「MEMORIES OF EVERYBORDY'S FESTA IN アニメイト池袋」が開催された。会場ではアニメ設定などが展示されたほか、グッズ販売が実施された。

## タイアップ
東京都交通局
2006年12月10日から2007年1月8日まで、「都バス×『劇場版BLEACH』卍解ラリー」がお台場・豊洲地区の都バス路線で開催された。バス車内では本作のキャラクターによる車内マナーや交通ルールを啓発するアナウンスが流れ、アナウンスしているキャラクターを当てるクイズラリーが実施された。参加者には「『BLEACH』×みんくるコラボレート・都バスペーパークラフト」が参加賞としてプレゼントされた。
第一興商
2006年12月から、全国のビッグエコーやDAMステーション設置店で「DAMステーションBLEACHカラオケランキングバトル」が開催され、本作の主題歌「千の夜をこえて」が課題曲となった。また、限定オリジナルプリントの販売も行われた。
アニメイト
2006年12月1日から31日まで、全国のアニメイト各店にて「MEMORIES OF EVERYBODY’S FESTA in アニメイト」を開催。『BLEACH』の関連商品を1,000円以上購入または予約すると、ブックカバーと卍解くじが配布された。くじの当選者には声優のサイン入り色紙がプレゼントされた。
全国防犯協会連合会
2006年12月からおよそ1か月間、全国の公共機関にて一護が防犯を啓発するポスターが掲示された。
HMV
HMV全店にて「HMV卍解！ BLEACH CAMPAIGN」を開催。本作のサウンドトラックまたは『BLEACH THE BEST』の購入者に劇場割引券付きのオリジナルステッカーが特典として配布された。

## 特別番組
2006年12月10日、映画の公開に先立ち、特別番組『劇場版BLEACH公開記念！「BLEACH攻略ナビ!!」』がテレビ東京にて放送された。同番組には安田大サーカスと森下千里が出演。また、同月11日（10日深夜）、18日（17日深夜）にはテレビシリーズからセレクトした6話を2週連続で一挙放送する『劇場版BLEACH公開記念！「BLEACH NIGHT 決戦前夜」』がテレビ東京にて放送された。同番組にはAqua Timezと俳優の栗山千明がゲスト出演した。

## テレビ放送
2007年12月24日、月曜朝9時よりテレビ東京にて放送された。